# Academia Brasílica dos Renascidos
Academia Brasílica dos Renascidos foi uma entidade literária fundada na então capital do Brasil Colônia, Salvador, em 6 de junho do ano de 1759, por auspícios do conselheiro do ultramar na Bahia, José Mascarenhas Pacheco Pereira Coelho de Melo.
Seu nome deriva do fato de pretender fazer ressurgir a extinta Academia Brasílica dos Esquecidos, que durou dois anos (1724-1725); esta porém não durou sequer um ano, extinguindo-se com a prisão do seu idealizador e diretor perpétuo, condenado que fora por não ter dado cumprimento às ordens secretas que trazia à colônia, para dar perseguição aos jesuítas.
Dentre os seus principais nomes, segundo alguns autores, está o cronista religioso Domingos do Loreto Couto com sua obra Desagravos do Brasil e Glórias de Pernambuco, trazendo em seu conteúdo elementos nativistas. Esta obra, contudo, permaneceu inédita até ao início do século XX, sendo publicada, a primeira parte,  nos Anais da Biblioteca Nacional, por iniciativa de Capistrano de Abreu.
A Academia Brasileira dos Renascidos foi inaugurada em sessão festiva (que durou uma tarde e uma noite) no templo dos religiosos Carmelitas Descalços. O objetivo central da Academia era escrever a história da América Portuguesa.
Entre seus sócios, contou-se ainda o nome de Frei Gaspar da Madre de Deus com o nº 40. O historiador Alberto Lamego reuniu documentos da fundação e atividades e publicou em 1923 "A Academia Brasílica dos Renascidos" - L'Edition d'Art Gaudio, Paris - Bruxelles. Dentre esses documentos, há o anúncio da descoberta de uma carta do rei Pedro II de Portugal, datada de 20 de maio de 1673 segundo Lamego, pela qual Diogo Gomes Carneiro fora nomeado cronista-mor do Brasil.